# Jukka Kyrki
Jukka Rafael Kyrki (till 1933 Kyrklund), född 15 oktober 1915 i Helsingfors, död 11 maj 1988 i Uleåborg, var en finländsk kemist.
Kyrki blev student 1933, filosofie kandidat 1945, filosofie magister 1946, filosofie licentiat 1961 och filosofie doktor i Åbo 1963. Han var vid Åbo universitet assistent 1947–1967, docent 1965–1977 och tillförordnad biträdande professor 1963–1966 samt vid Uleåborgs universitet biträdande professor i kemi 1967–1973, tillförordnad professor i oorganisk kemi 1966–1973 och professor 1973–1979. Han författade skrifter i oorganisk kemi. 